# Anthony Addabbo
Anthony Mark „Tony” Addabbo (ur. 14 września 1960 w Coral Gables, zm. 18 października 2016 w Los Angeles) – amerykański aktor telewizyjny i model.

## Życiorys

### Wczesne lata
Urodził się w Coral Gables na Florydzie jako jedno z pięciorga dzieci Sarah Ann Cooper Addabbo i Philipa F. Addabbo. Miał brata Stevena oraz trzy siostry - Lindę, Ann i Elisę. Dorastał w Virginia Beach, w stanie Wirginia. Uczęszczał do szkoły katolickiej St. Gregory the Great Catholic School w Balcones Heights w Teksasie i był absolwentem liceum Princess Anne High School. Brał udział w zawodach sportowych w lekkoatletyce i grał w piłkę nożną. Ukończył Politechnikę i Uniwersytet Stanowy Wirginii w Blacksburg, w stanie Wirginia. W wieku 21 lat osiedlił się w Nowym Jorku, gdzie pracował jako model.

### Kariera
Debiutował na małym ekranie w telewizyjnym westernie Strzelające bojowniki (The Gunfighters, 1987). Uznanie wśród telewidzów przyniosła mu postać Jasona Craiga w operze mydlanej NBC Pokolenia (Generations, 1989-91). Następnie można go było dostrzec w serialu ABC Dzień za dniem (Life Goes On, 1990) z Kellie Martin, operze mydlanej CBS Dallas (1991) w roli agenta Sue Ellen (Linda Gray), sitcomie NBC Zdrówko (1991), serialu Pamiętnik Czerwonego Pantofelka (Red Shoe Diaries, 1992-93, 1995-96), sitcomie NBC Skrzydła (Wings, 1993) i sitcomie CBS Pomoc domowa (The Nanny, 1996).
Zagrał detektywa Matta Munro w niskobudżetowym dreszczowcu Kto zabił Buddy’ego Blue? (Who Killed Buddy Blue?, 1995) i wystąpił w roli fotografa Gabe w dramacie sensacyjnym Black Sea 213 (1998). Pojawił się potem w operach mydlanych CBS: Moda na sukces (The Bold and the Beautiful, 1998-99) jako Anthony 'Rush' Carrera i Guiding Light (1998-2000) w roli Jima Lemaya. W 2001 zastąpił aktora Michaela Nadera i przejął rolę węgierskiego hrabiego Dimitria Maricka w operze mydlanej ABC Wszystkie moje dzieci (All My Children).

## Życie prywatne
7 czerwca 1999 poślubił Elli Pattino, z którą miał syna Brandona Everesta (ur. 12 listopada 1998).
Był zapalonym surferem i lokalnym artystą. Jego rzeźby z ziemi, naturalne techniki surfingu i zamówienia zatytułowane „Earth Waves” są sprzedawane w sklepach artystycznych i surfingowych, a także w sklepach w Duck w Karolinie Północnej.
Zmarł 18 października 2016 w Los Angeles w wieku 56 lat.

## Filmografia

### Filmy fabularne
- 1987: Strzelające bojowniki (The Gunfighters, TV) jako Matt Everett
- 1988: Nightingales (TV)
- 1992: Inside Out IV (video) jako Kenner
- 1992: Szczere kłamstwo (Calendar Girl, Cop, Killer? The Bambi Bembenek Story, TV) jako Nick
- 1994: Pamiętnik Czerwonego Pantofelka (Red Shoe Diaries 9: Hotline) jako Harry
- 1994: Miłość na wybiegu (Love on the Run, TV)
- 1995: Kto zabił Buddy’ego Blue? (Who Killed Buddy Blue?) jako Matt Munro
- 1995: Pamiętnik Czerwonego Pantofelka (Red Shoe Diaries 5: Weekend Pass) jako Eddie Edwards, prostacki piosenkarz
- 1998: Black Sea 213 jako Gabe
- 1998: A Place Called Truth jako Billy
- 2002: Supertalk (film krótkometrażowy)
- 2002: Pamiętnik Czerwonego Pantofelka (Red Shoe Diaries 15: Forbidden Zone) jako Gabriel
- 2009: Body Politic (TV) jako senator Sandoval
- 2009: Zawsze tylko ty (My One and Only) jako Frank
- 2009: Washingtonienne (TV) jako Marcus
- 2012: Gniazdo szerszeni (Hornet's Nest, TV) jako agent James
- 2013: The Surgeon General (TV) jako płk. Pitts
- 2013: Company Town (TV) jako adm. Laskow

### Seriale TV
- 1984: Star Search jako on sam
- 1989-91: Pokolenia (Generations) jako Jason Craig (142 odcinki)
- 1990: Dzień za dniem (Life goes on) jako Brian Green
- 1991: Dallas jako Jeff Peters/John (2 odcinki)
- 1991: Niebezpieczna kobieta (Dangerous Women) jako Michael Torres (5 odcinków)
- 1991: Zdrówko (Cheers) jako Frankie
- 1992: Pamiętnik Czerwonego Pantofelka (Red Shoe Diaries) jako Eddie Edwards
- 1992: Niebezpieczne zakręty (Dangerous Curves) jako Carlos Lorenzo
- 1993: Renegat (Renegade) jako sierż. Tommy Vin
- 1993: Pamiętnik Czerwonego Pantofelka (Red Shoe Diaries) jako Harry
- 1993: Skrzydła (Wings) jako chłopak GQ
- 1994: Jedwabne pończoszki (Silk Stalkings) jako Derek McNeill/Devin
- 1995: Diagnoza morderstwo (Diagnosis Murder) jako Clete Kinley
- 1995: Hudson Street jako Doug
- 1995: Pamiętnik Czerwonego Pantofelka (Red Shoe Diaries) jako Billy Bar / Harry
- 1995: Wzywam Pogotowie Górskie (High Sierra Search and Rescue) jako Claude Gavin
- 1995: Paradise jako Derick Nielson
- 1996: Pomoc domowa (The Nanny) jako Mike LaVoe
- 1996: Klient (The Client) jako Sam Redman
- 1996: Niebieski Pacyfik (Pacific Blue) jako Mackie Smith (2 odcinki)
- 1996: Wysoka fala (High Tide) jako Romero
- 1996: Barefoot in Paradise jako Billy Bob
- 1996: Pamiętnik Czerwonego Pantofelka (Red Shoe Diaries) jako Gabriel/Kit
- 1997: Jedwabne pończoszki (Silk Stalkings) jako Nino Cunnetto
- 1997-98: Moda na sukces (The Bold and the Beautiful) jako Anthony „Rush” Carrera (38 odcinków)
- 1999-2000: Guiding Light (The Guiding Light) jako Jim Lemay (22 odcinki)
- 2001: Wszystkie moje dzieci (All My Children) jako Dimitri Marick (14 odcinków)
- 2011: Homeland jako policjant patrolujący
- 2012: Pogoda na miłość (One Tree Hill) jako inwestor #1

### Filmy krótkometrażowe
- 2001: Supertalk
- 2009: Washingtonienne (TV) jako Marcus